# Landmass
Landmass é FPS Multiplayer online futurístico, em 1ª pessoa, com sistema de "salas", que está sendo recriado no Brasil.
A nivelação do jogo é dada por patentes.

## História

### Capítulo 01 // Prólogo
Na história do território de Gaia havia a União Leste que era uma organização nacional do exército no território leste, a Nação Aliada IDOS, órgão referente à aliança econômica no território oeste e no território sul havia vários países que dificilmente eram considerados unidos, exceto algumas nações religiosas, pois as condições da natureza impossibilitava a união e até mesmo a sobrevivência.
E no centro desses 3 continentes havia o Império MAS que exercia a função de alicerce na economia mundial graças à sua localização estratégica e um ambiente natural abençoado.
A União Leste e a Nação Aliada IDOS progrediram em vários aspe(c)tos mas a falta de fonte de energia foi se agravando até começarem uma guerra frontal pela fonte limitada, que passou a ser chama de Guerra Red Fod. Foi uma longa guerra dividida em Primeira e Segunda onde as duas potências sofreram danos irreparáveis. Então para paralisar a guerra fizeram um acordo de paz onde dizia "A tropa não entra em terra alheia."
Assim as duas tropas que tinham formado um exército multinacional aliando-se às outras nações, se desintegrou. Nesse momento, o gás G3 que é uma fonte de energia substituta do petróleo é encontrada em grande quantidade no Império MAS, onde é pesquisada e industrializada trazendo uma enorme influência no mercado financeiro.
Os dois continentes unidos sentiram insatisfação no fato da existência da nova fonte de energia concentrada no Império MAS seu crescente poder mundial, e contrataram Shadow Nest e Leon Nest, que são empresas que exercem guerras, a fim de dominar o Império MAS.
Mesmo com o enorme poder econômico, o Império MAS tinha um exército fraco, pois os nobres pensaram que o fortalecimento do exército diminuiria os seus poderes, então impediram sua expansão. Isso resultou na destruição do Império pela empresa de guerras Nest.
Após isso, hilariamente, ao contrário das pessoas do Rei MAS que lutaram até o fim pelo país, os nobres fizeram acordo onde aceitaram todas as condições da União Leste e Nação Aliada IDOS em troca de segurança e poder. Enquanto os nobres fogem da guerra, a família do Rei MAS lutou até o final dizendo que não podia partir deixando o povo.
Somente a princesa Eunice Fon Mas se refugia para o continente Sul com o seu povo. Pelo sacrifício da família imperial muitos do povo MAS se salvaram, fugiram para o continente sul mas não havia nenhum país que os aceitasse, e tiveram que viver dificilmente em várias regiões.
A princesa Eunice Fon Mas, a única sobrevivente da família imperial e queria viver uma vida normal. Mas pela morte de sua família ocasionada pela traição dos nobres e a vida miserável de seu povo no continente sul, ela resolveu se sacrificar.
A princesa Eunice decide aceitar a humilhante proposta do Império Berdia que disse que aceitaria o povo se ela entrasse como a segunda esposa.
O rei Ferion Fon Mas do Império MAS já prevendo que iria haver uma guerra, foi guardando capital e treinando a cavalaria Merdes para defender o Império. A cavalaria Merdes que estava dividida pelo mundo inteiro cumprindo seus deveres em segredo ouve a notícia da destruição do Império MAS e partem rumo ao continente sul para defender a única sobrevivente da família imperial.
A existência da cavalaria Merdes era a única esperança para a princesa Eunice Fon Mas que estava no abismo. Para recuperar a sua nação, a princesa Mas unifica o Império Berdia e os países vizinhos em 1 ano e meio sem armas com a ajuda da cavalaria Merdes e nomeia esse conjunto de nações de Aliança Sanguínea Mabe.
A cavalaria Merdes também foi crescendo a ponto de construirem uma empresa de guerra Nest a qual nomearam de Odd Eye, que é a característica da princesa. Agora a Odd Eye Nest declarará guerra aos Shadow e Leon Nest que estão dominando o Império MAS destruído, para recuperar seu país e eliminar os traidores.

## MO-RATS
Master's motion reflecting materialize Type mobile armor system que significa:
Armadura de guerreiro militar e armamentos auxiliares que, através dos movimentos velozes possibilita uma batalha com velocidade e garra

## Profissões Independentes
Assault, Sniper, Engineer, Defender. Quatro tipos de profissões personalizadas com itens exclusivos para cada um.

### Assault
Soldado especializado em ataque frontal.
Controla a situação tática da batalha.
É ideal para vários tipos de missões.
Mo-rat especializado em assaltos leves e pesados com bom poder de fogo e armadura média,suas armas consistem em metralhadoras automáticas com boa precisão e bom alcance e bom poder de fogo,sua arma secundário consiste de 12(shotgun) com médio poder de fogo,além de possui 2 granadas explosivas e uma granada flash e uma faca.

### Sniper
Soldado especializado em ataque de longa distância.
Apoio tático à distância.
Mo-rat especializado a assassinatos a longa distancia, ótimo poder de fogo e armadura fina, arma primária consiste de uma sniper gun com alto pode de fogo e ótima precisão, porém com delay muito lento, arma secundária consiste de uma pistola para eventuais problemas, possui 1 granada explosiva e 2 granadas de fumaça e uma faca.

### Engineer
Soldado especializado em exploração.
Exploração territorial e localização inimiga.
Equipamento eletrônico de informações.
Mo-rat especializado em reconhecimento e uso de tecnologia avançada, médio poder de fogo e armadura média,sua arma principal são submetralhadoras de médio poder de fogo e boa precisão, sua arma secundária é um posicionador de minas que pode por desde minas simples que explodem ao sentir a aproximação inimiga como podem ser minas robotizadas que perseguem o alvo,além disso consiste de um radar de bom alcance e 1 granada flash e uma faca.

### Defender
Mo-rat de Destruição em massa com alto poder de fogo e com armadura pesada,a especialidade é uso de armas pesadas giratórias com disparos rápidos mas sem muita precisão,e uso especializado de lança misseis teleguiados que perseguem o alvo até certo alcance com médio poder de destruição.

### Anubis
Anubis é um MO-RAT especial.
Possui uma Sniper do tipo explosiva.Com uma "espada" pode matar qualquer oponente com um Golpe
Possui também um Radar como de um Enginner....

## Tabela de Patentes
Novato
Praça
Soldado 2ª Classe (1,2,3)
Soldado 1ª Classe (1,2,3)
Cabo (1,2,3)
Terceiro-Sargento (1,2,3,4)
Segundo-Sargento  (1,2,3,4)
Primeiro-Sargento  (1,2,3,4)
Cadete (1,2,3,4)
Sub-Tenente (1,2,3,4)
Aspirante-a-Oficial (1,2,3,4)
Alferes (1,2,3,4,5)
Segundo-Tenente (1,2,3,4,5)
Primeiro-Tenente (1,2,3,4,5)
Tenente-Capitão  (1,2,3,4,5,6)
Capitão  (1,2,3,4,5,6)
Major (1,2,3,4,5,6)
Tenente-Coronel  (1,2,3,4,5,6)
Coronel (1,2,3,4,5,6)
Tenente-General  (1,2,3,4,5,6)
OBS:entre parênteses estão os níveis de cada patente

## Mapas
O jogo oferece 12 tipos de mapas para jogo, sendo eles:

### BelowBunker
Modo: Death Match / Team Death Match

### BelowBunker2
Modo: Death Match / Team Death Match

### Gold Mine
Modo: Death Match, Team Death Match

### Forest Out
Modo: Death Match, Team Death Match e Operação.

### Phanthom
Modo: Death Match, Team Death Match and sexy match

### Ordnance
Modo: Death Match, Team Death Match

### Merdes
Modo: Death Match, Team Death Match e Operação.

### Airport
Modo: Modo de Operação (GPS)

### Deallon Canyon
Modo: Death Match / Team Death Match

### Jeper Canal
Modo: Death Match / Team Death Match

### Harbor
Modo: Death Match / Team Death Match e Operação

## Configuração
|         | Mínima                        | Recomendada                |
| ------- | ----------------------------- | -------------------------- |
| OS      | Microsoft Windows 7/8/10      | Microsoft Windows 7/8/10   |
| CPU     | Intel(R) Celeron(R) CPU G3930 | Intel Dual Core 2.5Ghz     |
| RAM     | 2 Gb                          | 4 Gb                       |
| HDD     | Espaço livre 2.5Gb            | Espaço livre 2.5Gb         |
| VGA     | Intel(R) HD Graphics 610      | Sapphire Radeon R7 350 2gb |
| DirectX | Direct 10.0                   | Direct 10.0                |